# Sumba (Indonézia)
Sumba  az Indonézia területéhez tartozó Kis-Szunda-szigetek egyike. Flores szigetétől délre fekszik. Területe 11 153 km², lakossága 656 ezer fő volt 2010-ben.
Sumba területe kevesebb csapadékot kap, mint a többi indonéz sziget. Valaha erdő borította, a fáinak nagy részét azonban kivágták, legelőit lelegeltették. A lakosság kukorica-, dohány-, rizs-, kókuszdió- és gyümölcstermesztéssel foglalkozik.
Legnagyobb települése és közigazgatási központja Waingapu.
A sziget lakói ausztronéz-melanéz keveredésű népcsoportok, akik több különféle ausztronéz nyelvet beszélnek. A legnagyobb a kambera vagy kelet-szumbanéz nyelv, amelynek több mint negyedmillió beszélője van. A lakosság több mint negyede egy animista vallást, a maraput követi. A fennmaradó rész keresztény (holland kálvinista) vallású. A partmenti területeken kis létszámú muszlim közösségek élnek.

## Főbb látnivalók

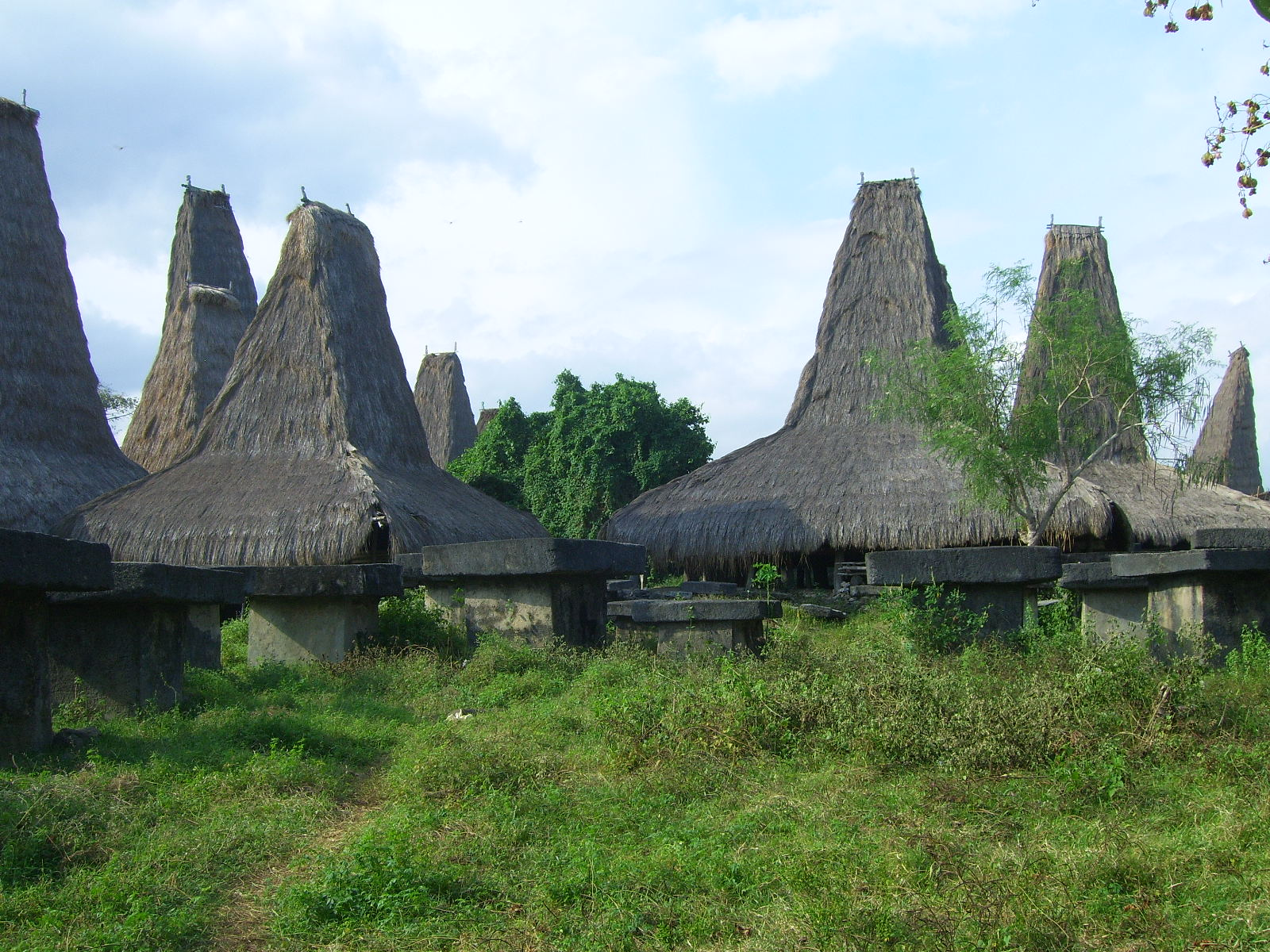
Hagyományos házak a sziget nyugati részén, Bondokodi mellett

- Puru Kambera tengerpartja, 26 km Waingapu-tól
- Tarimbay-öböl, 120 km Waingapu-tól. A szörfösök paradicsoma 2-3 méteres hullámokkal június-szeptember között
- Watu Mandorak Cove, 42 km Tambolaka-tól
- A hagyományos falvak

## Térkép
- Sumba turistatérképe

## Fordítás
- Ez a szócikk részben vagy egészben  a   Sumba című angol Wikipédia-szócikk fordításán alapul.  Az eredeti cikk szerkesztőit annak laptörténete sorolja fel. Ez a jelzés csupán a megfogalmazás eredetét és a szerzői jogokat jelzi, nem szolgál a cikkben szereplő információk forrásmegjelöléseként.